# Haeundae Beach
Der Haeundae Beach ist ein Strand auf der Südseite der Barton-Halbinsel von King George Island im Archipel der Südlichen Shetlandinseln. Er liegt östlich des Narębski Point.
Südkoreanische Wissenschaftler benannten ihn 2010 nach dem Hafenviertel Haeundae-gu der südkoreanischen Stadt Busan an der Koreastraße.